# Tarnoszyn
Tarnoszyn este o arie protejată (sit de importanță comunitară — SCI) din Polonia întinsă pe o suprafață de 368,09 ha, integral pe uscat.

## Localizare
Centrul sitului Tarnoszyn este situat la coordonatele 50°23′52″N 23°44′55″E / 50.3977°N 23.7486°E.

## Înființare
Situl Tarnoszyn a fost declarat sit de importanță comunitară în octombrie 2009 pentru a proteja 1 specie de plante și 3 specii de animale.

## Biodiversitate
Situată în ecoregiunea continentală, aria protejată conține 3 habitate naturale: Pajiști cu Molinia pe soluri calcaroase, turboase sau argilos-nămoloase (Molinion caeruleae), Păduri de stejar și carpen Galio-Carpinetum, Păduri stepice euro-siberiene cu Quercus spp..
La baza desemnării sitului se află mai multe specii protejate:
- plante (1): papucul doamnei (Cypripedium calceolus)
- nevertebrate (3): fluturele purpuriu (Lycaena dispar), Phengaris nausithous, Phengaris teleius